# Vitry-en-Charollais
Vitry-en-Charollais ist eine französische Gemeinde mit 1.082 Einwohnern (Stand: 1. Januar 2022) im Département Saône-et-Loire in der Region Bourgogne-Franche-Comté. Sie gehört zum Arrondissement Charolles und zum Kanton Paray-le-Monial. Die Einwohner werden Vitriers genannt.

## Geographie
Vitry-en-Charollais liegt in der Landschaft Charolais. Nachbargemeinden von Vitry-en-Charollais sind Digoin im Norden und Westen, Saint-Léger-lès-Paray im Nordosten, Paray-le-Monial im Osten und Südosten, Saint-Yan im Süden sowie Varenne-Saint-Germain im Südwesten.

## Bevölkerungsentwicklung
| Jahr                      | 1962 | 1968 | 1975 | 1982 | 1990 | 1999 | 2006 | 2013 |
| Einwohner                 | 764  | 830  | 768  | 866  | 952  | 962  | 1069 | 1137 |
| Quelle: Cassini und INSEE |      |      |      |      |      |      |      |      |

## Sehenswürdigkeiten

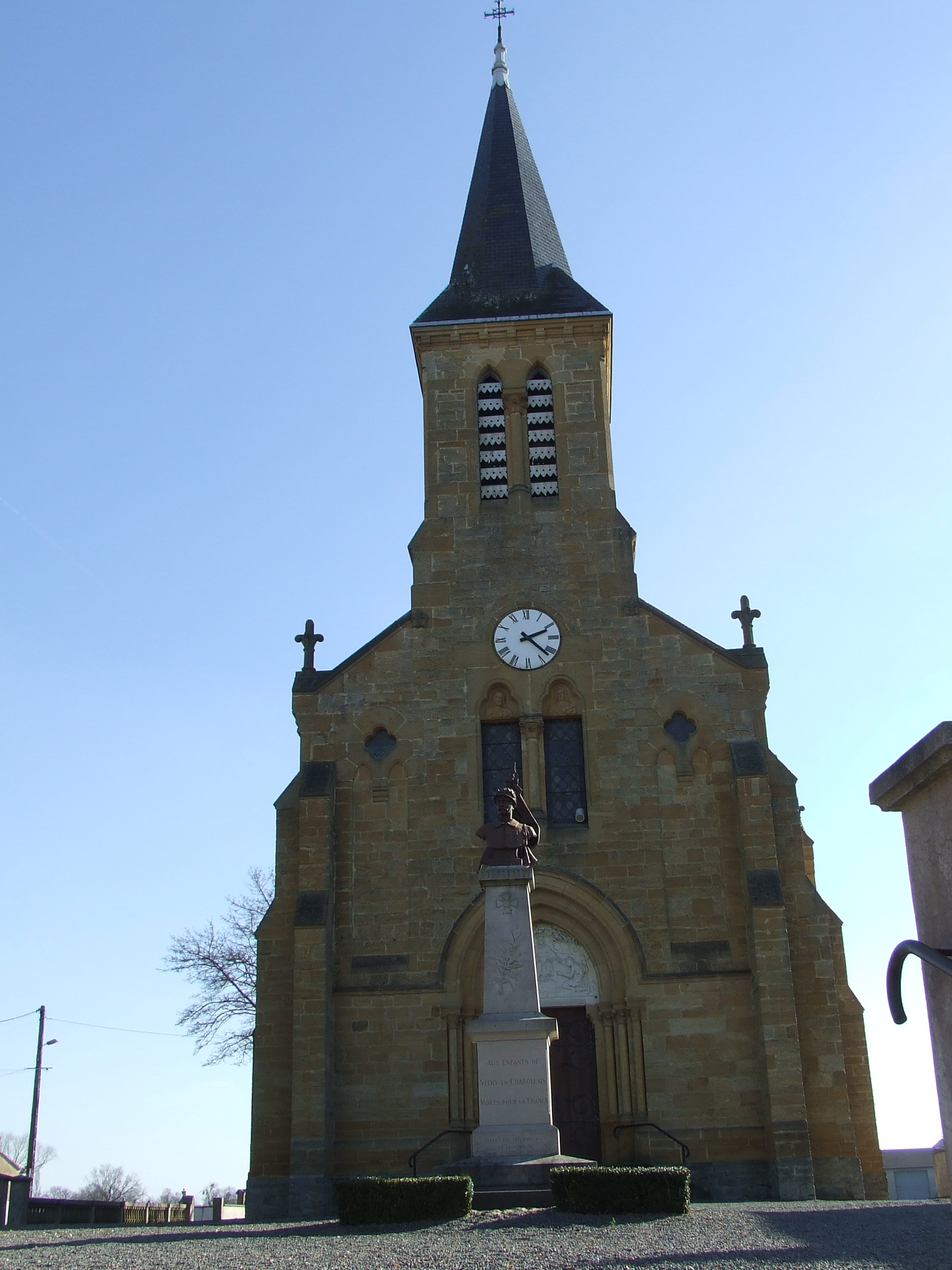
Kirche Saint-Martin

- Kirche Saint-Martin